# Prutenistyka
Prutenistyka – gałąź wiedzy humanistycznej, której głównym przedmiotem badań są dzieje, kultura i język wymarłych plemion pruskich. Celem badań jest zebranie i opracowanie w sposób jak najbardziej wyczerpujący i spójny informacji wiążących się z tymi plemionami.  Jako poddyscyplina, zaliczana jest do bałtystyki.
Badania prutenistyczne koncentrują się w dużej mierze na wymarłym językiem pruskim. Na podstawie zachowanych tekstów (bardzo zresztą nielicznych), zawierających specyficzne formy językowe (np. nazwy bóstw) próbuje się odtworzyć kulturę duchową Prusów, a także dokładnie opracować strukturę języka pruskiego. Ze względu na szczupłość materiałów jest to praca bardzo trudna i w dużym stopniu polegająca na rekonstruowaniu potencjalnych form językowych. Właśnie ze względu na to, że przedmiotem zainteresowania prutenistyki jest kultura i język plemion dziś już nieistniejących, dużą rolę odgrywają badania porównujące zachowane materiały pruskie z materiałem językowym do dziś witalnych języków bałtyckich, takich jak litewski i łotewski.
Podobnie rekonstruowana jest kultura duchowa Prusów, wierzenia i mitologia: gruntowna analiza tekstów poprzedza zestawianie spostrzeżeń i wniosków ze zjawiskami żywymi do dziś, lub zaświadczonymi wśród 
Litwinów i Łotyszy i na tej podstawie rekonstruuje się potencjalnie możliwe odpowiedniki pruskie.
Badania prutenistyczne (filologiczne) odgrywają ogromna rolę m.in. przy pracach nad etymologią i chronologią zjawisk językowych w litewskim i łotewskim, a także w studiach, poświęconych pozostałym, wymarłym językom bałtyckim, m.in. jaćwieskiemu.
Językoznawcy polscy, zajmujący się językiem pruskim, to m.in.
- Wojciech Smoczyński
- Kazimierz Polański